# Caballero (rappeur)
Pour les articles homonymes, voir Caballero.
Artur Caballero Mañas Sentis, dit Caballero, né le 22 novembre 1988 à Barcelone (Espagne), est un rappeur et chanteur hispano-belge[source secondaire nécessaire]. Il réside à Bruxelles et fait partie du groupe Les Corbeaux, du collectif Black Syndicat et du duo Caballero et JeanJass avec son ami JeanJass, rappeur belge lui aussi. Il est également connu pour son appartenance à la nouvelle vague du rap belge des années 2010 avec des artistes tels que Hamza, Damso, Roméo Elvis ou Shay. Côté français, il est affilié au label parisien Don Dada.
Actif depuis 2011, il est l'auteur de trois projets solo Laisse-moi faire (2011), Laisse nous faire vol.1 (2013) et Pont de la reine (2014), ainsi que de nombreux autres projets de groupes. Avec Lomepal et Hologram Lo’, il sort Le Singe fume sa cigarette en 2013. Avec le binôme Fixpen Sill, Lomepal, et le producteur Meyso, il sort l'EP Fixpen Singe en 2014. Associé à JeanJass, il sort ensuite Double Hélice en 2016, Double Hélice 2 en 2017, et Double Hélice 3 en 2018. La mixtape High & Fines Herbes, inspirée de leur émission du même nom, sort en 2020. En 2021, un double album solo intitulé Oso / Hat trick contenant respectivement 19 morceaux de Caballero et 18 de Jean Jass sort. Il est annoncé par la sortie de plusieurs singles solo sur leur chaîne Youtube et est marqué par l’absence de collaborations entre les deux artistes sur le projet. Fin 2021 il sort un EP avec son ami JeanJass : Zushi Boyz, à exemplaires très limités uniquement disponibles en vinyle. Cet EP a pour but de redonner vie au style de rap de leurs débuts notamment grâce aux featurings avec Le Seize ou Benjamin Epps.

## Biographie

### Jeunesse
Artur Caballero Mañas naît à Barcelone en 1988. Son nom de scène, qui est son nom de naissance, est aussi une référence à la marque Ralph Lauren qu'il affectionne. Il part ensuite à Bruxelles dans son enfance.

### Débuts (2011-2014)
Son premier projet, Laisse moi faire, sort en juin 2011. Il contient huit morceaux écrits par Caballero, dont Cannabis en featuring avec Ysha, Cette voix qui résonne qui reprend l'instrumentale d'America Loves Gangsters des Cunninlynguists, et C'est du freestyle, où le rappeur freestyle sur la prod de Round Here de Memphis Bleek. Il y exprime notamment son intérêt pour différents procédés d'écritures. Il sort quelques mois plus tard son premier clip, Freestyle de la cigarette fumante, qui marque le début de diverses collaborations en Belgique, mais aussi en Suisse et en France. Lors de ces échanges, il rencontre Lomepal, et de cette collaboration naît un projet en duo, produit par Hologram Lo' : Le Singe fume sa cigarette. Le singe est en effet l'un des symboles de Lomepal, tandis que la cigarette fait référence au Freestyle de la cigarette fumante.
En 2013 sort le projet Laisse-nous faire Vol. 1, avec des invités comme Alpha Wann, Lomepal ou bien Doum's. On retrouve également pour la première fois JeanJass, qui deviendra rapidement son acolyte pour de nombreux autres projets. Le 22 avril 2016, il sort Double hélice, un album en duo avec JeanJass, suivi en 2017 de Double hélice 2. Il obtient en compagnie de JeanJass, l'octave "Musiques urbaines" décernée lors des Octaves de la musique 2017. Lors du concert avec JeanJass du 31 mars 2018 à Bruxelles, ils annoncent le troisième volet pour le 1er juin 2018.

## Style musical

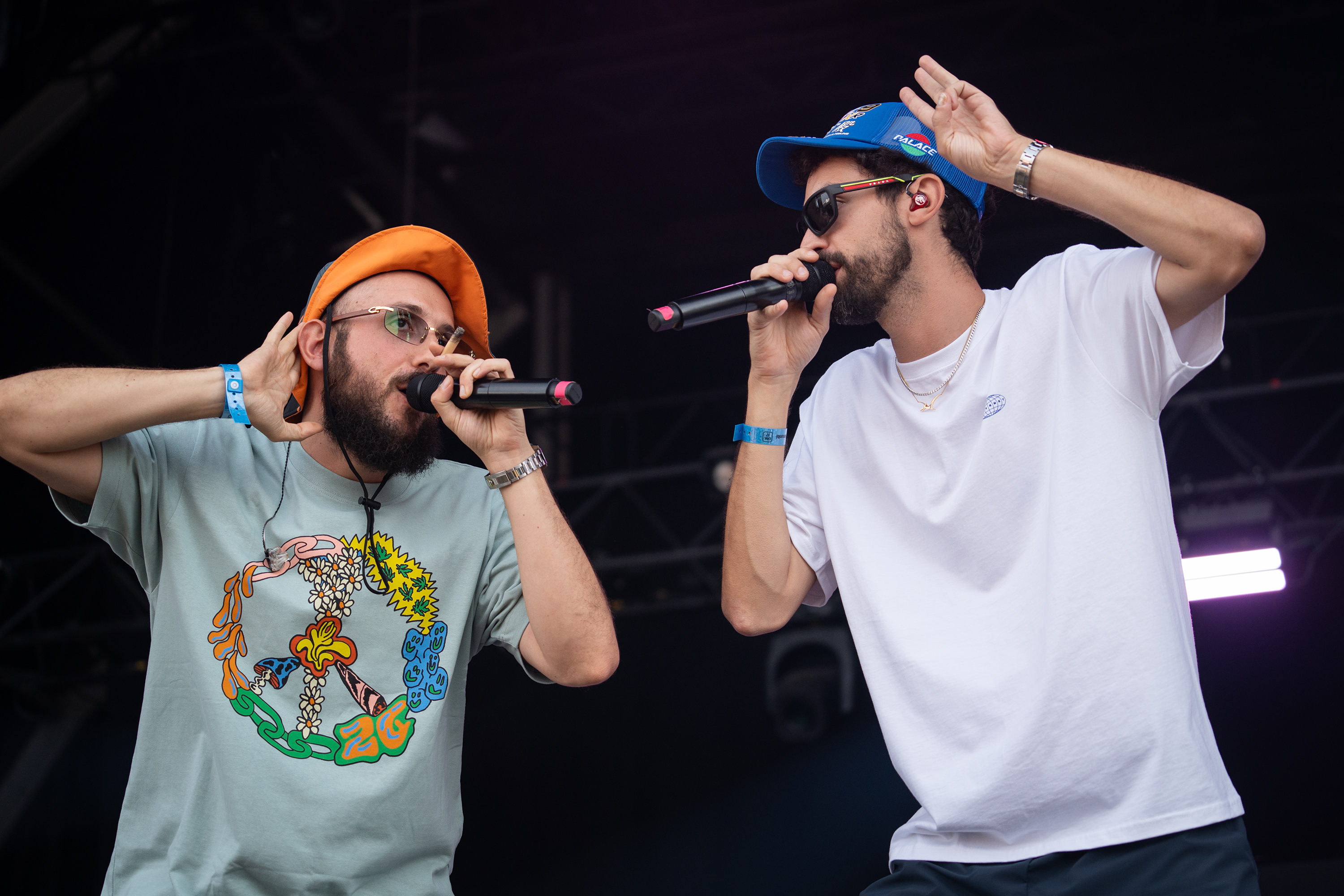
Caballero et JeanJass, Fête de l'Humanité 2023.

Caballero ne cache pas ses influences venues d'outre-Quiévrain, avec des artistes comme Georgio, rencontré en 2011, ou bien Nekfeu et son Entourage : Fixpen Sill, Lomepal, Sneazzy, Deen Burbigo et Hologram Lo'. Alpha Wann le laisse également monter sur scène à plusieurs reprises. Cette influence se ressent notamment dans ses prods, qui alternent beats modernes et boom-bap très années 1990.
Ses textes explorent certains jeux de sonorités, et sont notamment marqués par un humour bien présent, même si Caballero et JeanJass ne se considèrent pas comme des « rappeurs golri. » Cela s'exprime notamment à travers l'ego-trip présent dans la plupart de leurs morceaux. Cependant, il en reste un aspect sérieux, quelque peu terre à terre se rapprochant du style de James Deano, même s'ils récusent ce rapprochement. Cet aspect est notamment développé par les nombreuses références de Caballero à l'argent facile, ou bien les vêtements de marque qu'il arbore, même si la frontière entre le réel et l'exagération n'est jamais réellement définie.

## Discographie

### Singles
- 2013 : 5H Chrono
- 2014 : Mr. No
- 2014 : J'ai l'habitude
- 2014 : C'que j'veux
- 2015 : BCN (feat. Sima, Ysha, F.L.O & Senamo)
- 2016 : Pharaon Blanc
- 2016 : Repeat (avec JeanJass)
- 2016 : Yessaï (Sur la carte) (avec JeanJass)
- 2016 : Merci Beaucoup (avec JeanJass)
- 2016 : Les yeux fermés (feat. Lomepal & JeanJass)
- 2017 : Sur mon nom (avec JeanJass)
- 2017 : On est haut (avec JeanJass)
- 2018 : Chef (avec JeanJass)
- 2018 : Tu connais pas (avec JeanJass)
- 2018 : Toujours les mêmes (avec JeanJass feat. Krisy)
- 2019 : Clonez-moi (avec JeanJass)
- 2019 : Dégueulasse (avec JeanJass)
- 2019 : L'Amérique (avec JeanJass)
- 2019 : La paire (avec JeanJass)
- 2019 : Challenge (avec JeanJass)
- 2020 : Un Cadeau (avec JeanJass feat. Roméo Elvis, Slimka)
- 2020 : Demain (avec JeanJass)
- 2021 : Polaire
- 2021 : Bethleem
- 2021 : Goût du beurre
- 2021 : 2x GOAT (avec JeanJass)
- 2021 : Goût du beurre (feat. Luv Resval)
- 2022 : OSITO (morceaux 1 à 5 de l'EP éponyme)
- 2022 : Tchernobyl (avec JeanJass feat. Kaaris)
- 2024 : Rose orangé

### Apparitions
2011 : 
- La Pointeuse (feat. Neshga, single de La Smala)

2012 : 
- Vieux tabac (sur la mixtape Premier jet de Seyté)
- Apocalyptique (feat. K-otic, sur la mixtape On est là là, Vol.3 de La Smala)
- 160 rimes (feat. Seven, Gzo, Wankey, Django-R & Azzili Kakma, sur l'album Exodarap L.P. d'Exodarap)
- Des claques (sur l'album Douze de Patee Gee)
- Le blues (feat. Ysha, sur l'album J'entends dire de Rizla)
- Fait maison (feat. Alpha Wann, Georgio & Mothas la Mascarade, sur l'album 22h-06h de Walter et Lomepal)

2013 :
- Chicken wings (feat. RAF, sur l'album La boite de chocolats de F.L.O)
- On reste au chaud (feat. Neshga, Keroué, L'Essayiste, Lomepal, Ysha & Mothas La Mascarade, sur l'album Poudre aux yeux de La Smala)
- Nouvelle donne (feat. JeanJass & Seven, sur l'album Des lendemains sans nuages de Senamo)
- La fête est finie (feat. Alpha Wann, Lomepal, Georgio, JeanJass, Sheldon, etc., sur la mixtape La Folie des Glandeurs de 2Fingz)
- La limite (feat. JeanJass, Seven, El Martino, Loo-MC, Max Sens, etc., sur l'EP Les Cieux en face des trous de Tonino)
- Vice city (feat. Lomepal, sur l'album Langage codé de Just Tise League)
- Los pistoleros de la noche (single d'Alpha Wann)

2014 : 
- Pour pas que BX m'oublie (sur la mixtape A ciel ouvert de Seyté & El Chileno)
- Qu'est c'que tu dis d'ça (feat. JeanJass, Tonino & Seyté, sur l'album Rudimentaire de JCR)
- Vivre en Enfer (feat. JeanJass, Raf & Seyté, sur l'album The Butcher Boy de Phalo Pantoja)
- Bohemian Grove (feat. Furio, Sima, Senamo, Primero, Walter & RNS, sur la mixtape Lignes de Fuite de NEM)
- Derrière les masques (feat. JeanJass & Seven, sur la mixtape Ces Gars: Derrière les masques de Ysha)

2015 : 
- Ninja Quest (single de Furio)
- Avant que l'Aube se lève (Single de JCR)
- Barcelone (Sur l'album Alph Lauren 2 d'Alpha Wann)
- Douce nuit (sur l'album Train de vie de Neshga)
- F.F.F (single d'Alpha Wann)
- Merveilles (sur l'album Visions de Veerus)
- N'importe quoi (sur l'EP Entre le rap et la vraie vie de Di-Meh)
- Dans les étoiles (sur la mixtape Majesté de Lomepal)
- Doucement gamin ! (sur l'album Jekhyl O'Neal de Jekhyl)
- Caballero - Mind Breaks (sur la mixtape Mind Breaks d'Eskondo)
- Avant que la comète passe (sur l'album Fétiche de Sheldon)
- Traigo Mas (single de Juli Giuliani)
- La bonne carte (feat. M-Atom, sur l'album Entre parenthèses de Sentin'L)
- Ca sert à quoi ? (sur l'album Entre parenthèses de Sentin'L)
- Toute ressemblance est fortuite (feat. Le Seize, sur la mixtape Les Moyens du Bordel de Fakir)
- Pensées obscures (sur l'album Doléances d'une plume de Mistral)

2016 : 
- Chill & Ride (avec JeanJass, sur la mixtape Double infini de Seven)
- Freestyle All Shart 2 (feat. Roméo Elvis, Di-Meh, JeanJass, James Deano, Lacraps, etc., sur la mixtape Trois fois rien de Senamo, Seyté & Mani Deïz)
- Bruxelles arrive (Single de Roméo Elvis)
- Pendejo (feat. Sima, sur la mixtape 2032 de Seven)

2017 : 
- Coloris (feat. Hamza, sur le single d'Isha)
- Coupe le son (feat. Makala, sur l'album Grand cru de Deen Burbigo)
- Unique (sur la mixtape Mise à jour de Meyso)
- Partis de rien (single de Senamo)
- Ça compte pas (sur l'album Flip de Lomepal)
- Parle pas trop (feat. Doums & Alpha Wann, sur la mixtape Dieu bénisse Supersound, saison 3 de Sneazzy)
- Aïe aïe aïe (avec JeanJass, sur la mixtape A4637 de Fixpen Sill)
- Vous m'aurez pas (avec JeanJass, sur la bande originale inspirée du film Tueurs)
- Par ici la monnaie (single de Yanso)
- Cool Kids (avec JeanJass feat. Alex Lucas & Anser, sur l'EP Cool Kids EP de Todiefor)
- Ninjas et gargouilles (avec JeanJass, sur l'album Les marches de l'empereur (Saison 3) de Alkpote)

2018 : 
- Tosma (avec JeanJass, sur la mixtape La vie augmente, Vol. 2 de Isha)
- Jacques Chirac 2.0 (feat. Veust & Infinit', sur l'album Iceberg Slim de Veerus)
- Forêts (avec JeanJass feat. Ogee Rodman, sur la mixtape Oui (tout, tout, tout, toutttte) de Yes Mccan)
- Clark Kent (avec JeanJass, sur la mixtape Ma version des faits de Infinit')
- CQJVD (avec JeanJass, sur la mixtape Soufflette de Obia le Chef)

2019 : 
- Siri 2 (avec JeanJass sur l'album Capsule d'Ico)
- Honey Henny (avec JeanJass, sur la mixtape Fake Love de Di-Meh)
- O&S (avec JeanJass, sur l'album Fame de Lefa)
- Les heures (avec JeanJass feat. Senamo, sur la mixtape Navigue de F.L.O)
- D.M.T (avec JeanJass, sur la mixtape La Saison de Veust : Chapitre Printemps de Veust)
- Qu'est c'que tu dis d'ça ? (avec JeanJass feat. Tonino & Seyté, sur la mixtape Rudimentaire de NEM)
- Social club (avec JeanJass, sur l'album La nuit du réveil de Oxmo Puccino)
- Montfermeil (sur l'album Amina de Lomepal)
- La famille Adam (avec JeanJass, single de Vladimir Cauchemar)

2020 : 
- Poumon d'or (avec JeanJass, sur l'album Melon Soda de Senamo)

2021 : 
- Regarde (sur l'album N de Venlo)
- L'Italien (feat. JeanJass, sur l'album Sunset 2000 de Dee Eye)
- Banane (feat. Zwangere Guy & Roméo Elvis, sur l'album Avant la nuit de L'Or du Commun)
- Owaw (feat. Geeeko, single de La Miellerie)
- 10K (sur l'album Poème Poison de M le Maudit)
- Païens (avec JeanJass, sur la mixtape ALL STAR GAME - Flying Sharks de Mani Deïz)

2022 : 
- Nota Bene (avec JeanJass, sur l'album Post Scriptum de Veerus)
- Meilleur karaté (avec JeanJass, sur l'album Labrador bleu d'Isha)
- Pompe à essence (avec JeanJass, sur l'album Gaz120 de Gaz120)
- Felice (sur l'EP Eckmühl de Keroué)
- Jeff Panacloc (avec JeanJass, sur l'album Latin Quarter, Pt. 1 d'Akhenaton & Nicholas Craven)
- Veuve Clicquot (sur l'album OV3 de Di-Meh)
- Byzance (avec JeanJass, sur l'album Mange tes morts de Seth Gueko)
- TU VAS RIEN FAIRE (sur l'album Résilience de Lord Gasmique)

2023 : 
- Cendres et poussières (avec JeanJass, sur l'album LSDC d'Alkpote)
- Grand Méchant Loup / Serre Les Dents (sur l'album Balle d'argent d'Absolem)
- Pas ma faute (sur l'album Les Galeries de Roméo Elvis)